# 板踝龍屬

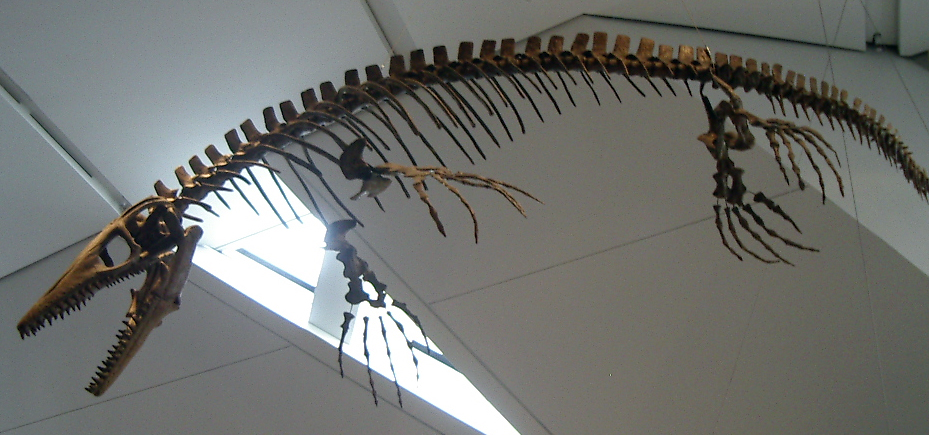
Platecarpus coryphaeus的化石 - 皇家安大略博物館

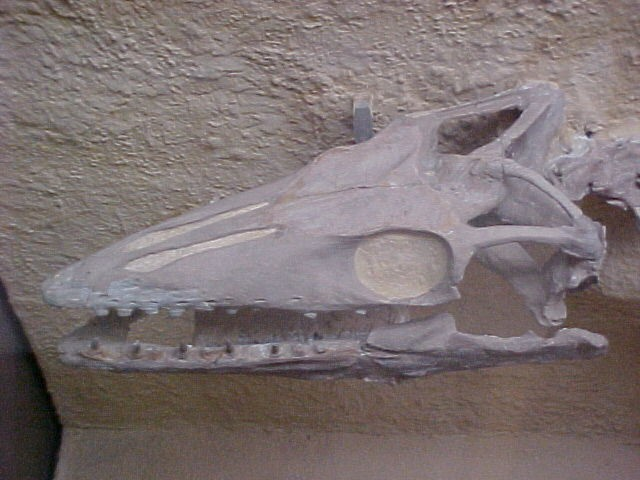
板踝龍的頭骨 - 耶魯大學畢巴底博物館

板踝龍屬（學名：Platecarpus）意為「扁平的腕部」，為滄龍科的其中一個屬，身長約4.3公尺。
與其他的滄龍類一樣，板踝龍擁有長而窄扁的尾部，控制游泳方向的鰭狀肢，與致命而且充滿牙齒的頜部，以魚類、烏賊與菊石類為主食。
板踝龍可能是西部內陸海道最常見的滄龍類；在堪薩斯州的斯莫基希爾河白堊層，P. ictericus則是最常發現的種。板踝龍已發現許多種，但部份種較為衍化，可能沒有親緣關係。板踝龍是種中型滄龍類，身長約4.3公尺。與海王龍亞科相比，扁掌龍亞科的牙齒較窄，顯示牠們以小型、或較軟的獵物為食，例如小型魚類、魷魚。扁掌龍亞科可能在白堊紀末期演化成相當特化的物種。
B